# I Camaleonti
I Camaleonti (italienisch für „Die Chamäleons“) ist eine italienische Beatband, die 1963 gegründet wurde. In Italien gelangen ihr in den 1960er- und 1970er-Jahren mehrere Charterfolge.

## Bandgeschichte
Die Band formierte sich im Rahmen der Beatwelle Anfang der 60er-Jahre in Mailand. Nach mehreren Namens- und Besetzungswechseln traten Antonio „Tonino“ Cripezzi, Livio Macchia, Riki Maiocchi, Gerardo „Gerry“ Manzoli und Paolo De Ceglie ab 1965 unter dem Namen I Camaleonti auf. Bei einem Auftritt wurden sie von Miki Del Prete entdeckt, der ihnen zu einem Plattenvertrag mit dem Label Kansas verhalf; dort veröffentlichten sie bis 1967 zwei Alben und mehrere Singles. Ein Schwerpunkt ihres Repertoires lag bei Coverversionen internationaler Hits jener Zeit, aber sie nahmen auch neue Lieder auf, etwa Chiedi chiedi, mit dem sie 1966 am Wettbewerb Cantagiro teilnahmen. Mit dem Lied Portami tante rose gelang ein erster Charterfolg. Riki Maiocchi verließ die Gruppe bereits 1966 wieder, an seine Stelle trat Mario Lavezzi. Schließlich wechselte die Band zum größeren Label CBS.
Als erste Single bei CBS veröffentlichte die Band 1967 Non c’è niente di nuovo. Mit dem Lied nahm sie auch erfolgreich am Cantagiro 1967 teil. Noch im selben Jahr erschien mit L’ora dell’amore ein Cover des Liedes Homburg von Procol Harum; damit erreichten die Camaleonti erstmals die Spitze der italienischen Singlecharts. 1968 gelangen ihnen zwei weitere Hits, einmal mit Io per lei (Cover von Frankie Vallis To Give (The Reason I Live)), dann mit Applausi. Auch ihr Debütalbum bei CBS, Io per lei, war erfolgreich. Allerdings hatte Lavezzi die Band schon wieder verlassen und wurde kurzzeitig durch Gabriele Lorenzi ersetzt, der jedoch ebenfalls rasch wieder austrat. Nur noch zu viert, veröffentlichten sie 1969 die zwei Singles Viso d’angelo und Mamma mia (geschrieben von Lucio Battisti und Mogol) sowie das Minialbum Vita d’uomo.
Beim Sanremo-Festival 1970 gingen die Camaleonti, zusammen mit Ornella Vanoni, mit dem Lied Eternità ins Rennen und erreichten den vierten Platz. Das Lied war wieder ein großer Charterfolg. Im selben Jahr nahm die Gruppe mit Ti amo da un’ora auch an Festivalbar und am Cantagiro teil. Mit I Camaleonti presentano il vero underground stellten sie ein Sammelalbum von internationalen Underground-Hits jener Zeit vor, selbst coverten sie 1970 mit Lei mi darà un bambino noch das Lied She’s Gonna Give Me a Baby von Mort Shuman. Nach einer künstlerischen Pause und dem Neuzugang von Dave Sumner meldete sich die Band 1973 wieder zurück.
Mit Come sei bella gelang den Camaleonti ein elfter Platz beim Sanremo-Festival 1973, mit Perché ti amo gewannen sie den Sommerhit-Wettbewerb Un disco per l’estate und erreichten ein weiteres Mal die Chartspitze. 1973 erschien auch das Album I magnifici Camaleonti. Bei Canzonissima präsentierten sie Amicizia e amore, gefolgt 1974 vom gleichnamigen Album. 1975 gelang der Gruppe mit Piccola Venere noch ein kleinerer Charterfolg, beim Sanremo-Festival 1976 erreichte sie mit Cuore di vetro noch einmal einen zehnten Platz, danach wurde es ruhiger um sie. Nach dem Ablauf des Plattenvertrags mit CBS veröffentlichte die Band 1977 ein Album beim eigenen Label Camaleo und wechselte 1978 zu Durium. Trotz eines dritten Platzes beim Sanremo-Festival 1979 mit Quell’attimo in più blieben die weiteren Veröffentlichungen der Camaleonti relativ erfolglos.
Ab 1981 ersetzte Vincenzo Mancuso Dave Sumner. In jenem Jahr war die Band am Soundtrack des Films Il tango della gelosia von Stefano Vanzina beteiligt. 1982 nahmen die Camaleonti mit Italian Boys ein weiteres Mal an Un disco per l’estate  teil, außerdem verließ Gründungsmitglied Gerry Manzoli die Gruppe. 1984 nahm die Band für Inter Mailand die Vereinshymne Cuore nerazzurro auf. Zwei Jahre später trat Valerio Veronese an die Stelle von Mancuso, 1991 stieß mit Massimo Brunetti wieder ein fünftes Mitglied zur Gruppe. Als Supergroup zusammen mit Mitgliedern der Bands Equipe 84 und Dik Dik präsentierten die Camaleonti 1993 beim Sanremo-Festival Come passa il tempo, erreichten jedoch nicht das Finale. Bei wechselnden Labels veröffentlichte die Band im Lauf der Jahre noch weitere Alben, meist Best-ofs. 2004 verstarb Gründungsmitglied Paolo De Ceglie, an seine Stelle trat Massimo Di Rocco.

## Diskografie

### Alben
| Jahr | Titel                               | Höchstplatzierung, Gesamtwochen/‑monate, AuszeichnungChartsChartplatzierungen (Jahr, Titel, Platzierungen, Wochen/Monate, Auszeichnungen, Anmerkungen) | Anmerkungen |
| Jahr | Titel                               | IT | Anmerkungen |
| ---- | ----------------------------------- | --- | ----------- |
| 1968 | Io per lei                          | IT5 (2 Mt.)IT | CBS 63350   |
| 1969 | Vita d’uomo (in cerca della verità) | IT17 (1 Mt.)IT | CBS 52724   |
| 1973 | I magnifici Camaleonti              | IT15 (12 Wo.)IT | CBS 65669   |
| 1974 | Amicizia e amore                    | IT17 (6 Wo.)IT | CBS 69056   |

Weitere Alben
- The Best Records in the World (1966; Kansas, DMK 007)
- Portami tante rose (1967; Kansas, DMK 008)
- Piccola Venere ed altri successi (1975; CBS 69149)
- Che aereo stupendo… la speranza (1976; CBS 69234)
- In vendita (1977; Camaleo, CM 38501)
- …e camminiamo (1979; Durium, ms AI 77408)
- L’ora dell’amore (1986; CGD, 9031 70173-2)
- Perché ti amo (1986; CGD, 9031 70174-2)
- Come passa il tempo e i più grandi successi (1993; Dischi Ricordi, RTR 41022)
- Libero (1996; Nar International, 4429 5003-2)
- Applausi ed altri successi (1997; Nar International, 12842 202827)
- I più grandi successi (1998; Tring, TBP130)
- 2001 ed oltre (2001; Nar International)
- Musica e memoria (2004; Nar International)
- 50 anni di applausi (2015; Clodio Management)

### Singles (Auswahl)
| Jahr | Titel Album                                     | Höchstplatzierung, Gesamtwochen, AuszeichnungChartsChartplatzierungen (Jahr, Titel, Album, Platzierungen, Wochen, Auszeichnungen, Anmerkungen) | Anmerkungen                                                                                        |
| Jahr | Titel Album                                     | IT | Anmerkungen                                                                                        |
| ---- | ----------------------------------------------- | --- | -------------------------------------------------------------------------------------------------- |
| 1967 | Portami tante rose                              | IT15 (1 Wo.)IT | Kansas, DM 1025 B-Seite: Una risposta                                                              |
| 1967 | Non c’è niente di nuovo Io per lei              | IT9 (5 Wo.)IT | CBS, 2770 B-Seite: Vita facile                                                                     |
| 1967 | L’ora dell’amore Io per lei                     | IT1 (16 Wo.)IT | CBS, 3039 B-Seite: Noi e gli altri Original: Homburg von Procol Harum                              |
| 1968 | Io per lei                                      | IT4 (17 Wo.)IT | CBS, 3373 B-Seite: Il diario di Anna Frank Original: To Give (The Reason I Live) von Frankie Valli |
| 1968 | Applausi Io per lei                             | IT1 (15 Wo.)IT | CBS, 3654 B-Seite: Torna Liebelei                                                                  |
| 1969 | Viso d’angelo Vita d’uomo                       | IT2 (21 Wo.)IT | CBS, 4114 B-Seite: Lei aspetta te                                                                  |
| 1969 | Mamma mia Vita d’uomo                           | IT5 (16 Wo.)IT | CBS, 4627 B-Seite: In poche parole ti amo                                                          |
| 1970 | Eternità I magnifici Camaleonti                 | IT2 (15 Wo.)IT | CBS, 4793 B-Seite: Bella che balli                                                                 |
| 1970 | Ti amo da un’ora                                | IT10 (12 Wo.)IT | CBS, 5008 B-Seite: Per carità                                                                      |
| 1970 | Lei mi darà un bambino I magnifici Camaleonti   | IT19 (4 Wo.)IT | CBS, 5206 B-Seite: Poker                                                                           |
| 1973 | Come sei bella I magnifici Camaleonti           | IT10 (6 Wo.)IT | CBS, 1293 B-Seite: Donna donna                                                                     |
| 1973 | Perché ti amo I magnifici Camaleonti            | IT1 (20 Wo.)IT | CBS, 1478 B-Seite: Vado in bianco                                                                  |
| 1974 | Amicizia e amore                                | IT4 (14 Wo.)IT | CBS, 1986 B-Seite: Pensa                                                                           |
| 1975 | Piccola Venere Piccola Venere ed altri successi | IT5 (14 Wo.)IT | CBS, 2914 B-Seite: Gimcana                                                                         |
| 1993 | Come passa il tempo                             | IT12 (7 Wo.)IT | Ricordi, SRL 11129 Maurizio Vandelli, Dik Dik & I Camaleonti                                       |

## Belege
1. ↑  Guido Racca: M&D Borsa Album 1964-2019. Selbstverlag, 2019, ISBN 978-1-09-470500-2, S. 130.
2. ↑  Guido Racca: M&D Borsa Singoli 1960-2019. Selbstverlag, 2019, ISBN 978-1-09-326490-6, S. 147; 422.